# PfalzB Blatt 113
Bei den Pfälzischen K  von 1857 handelt es sich um zweiachsige Klappdeckelwagen – Gattungszeichen „K“ – mit einem Ladegewicht von bis zu 10 t nach der Skizzen 113 des Wagenstandsverzeichnisses für die linksrheinischen Bahnen der K.Bay.Sts.B. von 1913. Die Wagen wurden ausschließlich in ungebremster Ausführung gebaut.

## Geschichte
Es handelt sich bei diesen Wagen um solche der ersten Beschaffungsgeneration die zwischen 1857 und 1861 in geringer Stückzahl beschafft wurden. Ab 1899 wurden diese Wagen durch die eisernen Klappdeckelwagen nach Blatt 114 ergänzt bzw. teilweise abgelöst. Diese entsprachen in Abmessung und Aufbau dem Typ der Verbandsbauarten. Ob die Wagen auch noch zur Reichsbahn kamen, ist nicht bekannt.

## Konstruktive Merkmale

### Untergestell
Das Fahrgestell der Wagen war noch in kombinierter Holz- und Eisenbauform. Die äußeren Längsträger waren aus Profileisen und hatten U-Form mit nach außen gerichteten Flanschen. Die Pufferträger und die Querträger waren aus Holz. Als Zugeinrichtung hatten die Wagen Schraubenkupplungen mit Sicherheitshaken nach VDEV, die Zugstange war durchgehend und mittig gefedert. Als Stoßeinrichtung besaßen die Wagen Stangenpuffer mit einer Einbaulänge von 600 mm, die Pufferteller hatten einen Durchmesser von 370 mm. Die Höhe des Pufferstandes betrug 1.045 mm.

### Laufwerk
Die Wagen hatten genietete Fachwerkachshalter aus Flacheisen mit der kurzen, geraden Bauform. Gelagert waren die Achsen in geteilten Gleitachslagern. Die Räder hatten Speichenradkörper und einen Raddurchmesser von 1014 mm. Das mehrlagige Federpaket war mit einfachen Laschen in den Federböcken befestigt.

### Wagenkasten
Der Wagenkasten war komplett aus Holz aufgebaut. Der Ladeboden des Wagens bestand aus 60 mm starken Bohlen die quer zur Fahrtrichtung auf dem Untergestell befestigt waren. Die Höhe des Bodens lag bei 1.305 mm über SOK. Die Stirn- und Seitenwände bestanden aus 45 mm starken Brettern, die Beplankung war waagerecht. Die Stirnwände waren feststehend. Die Seitenwände waren nur 960 mm hoch und ebenfalls feststehend. Auf beiden Seiten befanden sich zweiflügelige Ladetüren aus Holz mit einer Ladebreite von 1.500 mm.

## Wagennummern
| 1858               |                    | 6                  | 2353               | Lu 49001                |                         | | | 6.000 | 2.550 | 2 | | 2.600 | ohne | 4.710 | 2.410 | 11,4 | 14,2 | 10.000 | 5.780 | | | | |
| 1858               | 2354               | 6                  | Lu 49002           |                         |                         | | | 6.000 | 2.550 | 2 | | 2.600 | ohne | 4.710 | 2.410 | 11,4 | 14,2 | 10.000 | 5.780 | | | | |
| 1858               | 2356               | 6                  | Lu 49004           |                         |                         | | | 6.000 | 2.550 | 2 | | 2.600 | ohne | 4.710 | 2.410 | 11,4 | 14,2 | 10.000 | 5.780 | | | | |
| 1858               | 2357               | 6                  | Lu 49005           |                         |                         | | | 6.000 | 2.550 | 2 | | 2.600 | ohne | 4.710 | 2.410 | 11,4 | 14,2 | 10.000 | 5.780 | | | | |
| 1858               | 2358               | 6                  | Lu 49006           |                         |                         | | | 6.000 | 2.550 | 2 | | 2.600 | ohne | 4.710 | 2.410 | 11,4 | 14,2 | 10.000 | 5.780 | | | | |
| 1858               | 2359               | 6                  | Lu 49007           |                         |                         | | | 6.000 | 2.550 | 2 | | 2.600 | ohne | 4.710 | 2.410 | 11,4 | 14,2 | 10.000 | 5.780 | | | | |
| 1861               |                    | 2                  | 2523               | Lu 49008                |                         | | | 6.000 | 2.550 | 2 | | 2.600 | ohne | 4.710 | 2.410 | 11,4 | 14,2 | 10.000 | 5.780 | | | | |
| 1861               | 2588               | 2                  | Lu 49009           |                         |                         | | | 6.000 | 2.550 | 2 | | 2.600 | ohne | 4.710 | 2.410 | 11,4 | 14,2 | 10.000 | 5.780 | | | | |
| Blatt-Nr. 113      | Blatt-Nr. 113      | Blatt-Nr. 113      | K                  | K                       | K                       | | | | | | (siehe Legende) | | (siehe Legende) | | | | | | | Beschaffung auf Rechnung der Nordbahnen | | | |
| 1857               |                    | 5                  | 5828               | Lu 49010                |                         | | | 6.000 | 2.550 | 2 | | 2.600 | ohne | 4.710 | 2.410 | 11,4 | 14,2 | 10.000 | 5.780 | | | | |
| 1857               | 5829               | 5                  | Lu 49011           |                         |                         | | | 6.000 | 2.550 | 2 | | 2.600 | ohne | 4.710 | 2.410 | 11,4 | 14,2 | 10.000 | 5.780 | | | | |
| 1857               | 5830               | 5                  | Lu 49012           |                         |                         | < 1916 | | 6.000 | 2.550 | 2 | | 2.600 | ohne | 4.710 | 2.410 | 11,4 | 14,2 | 10.000 | 5.780 | | | | |
| 1857               | 5831               | 5                  | Lu 49013           |                         |                         | | | 6.000 | 2.550 | 2 | | 2.600 | ohne | 4.710 | 2.410 | 11,4 | 14,2 | 10.000 | 5.780 | | | | |
| 1857               | 5832               | 5                  | Lu 49014           |                         |                         | | | 6.000 | 2.550 | 2 | | 2.600 | ohne | 4.710 | 2.410 | 11,4 | 14,2 | 10.000 | 5.780 | | | | |
| Legende Bremsen    | Legende Bremsen    | Legende Bremsen    | Legende Bremsen    | Handbremstypen          | Handbremstypen          | BrH = Bremserhaus; Pl = Handbremse auf Plattform; Fsbr = Freisitzbremse | BrH = Bremserhaus; Pl = Handbremse auf Plattform; Fsbr = Freisitzbremse | BrH = Bremserhaus; Pl = Handbremse auf Plattform; Fsbr = Freisitzbremse | BrH = Bremserhaus; Pl = Handbremse auf Plattform; Fsbr = Freisitzbremse | BrH = Bremserhaus; Pl = Handbremse auf Plattform; Fsbr = Freisitzbremse | BrH = Bremserhaus; Pl = Handbremse auf Plattform; Fsbr = Freisitzbremse | BrH = Bremserhaus; Pl = Handbremse auf Plattform; Fsbr = Freisitzbremse | BrH = Bremserhaus; Pl = Handbremse auf Plattform; Fsbr = Freisitzbremse | BrH = Bremserhaus; Pl = Handbremse auf Plattform; Fsbr = Freisitzbremse | BrH = Bremserhaus; Pl = Handbremse auf Plattform; Fsbr = Freisitzbremse | BrH = Bremserhaus; Pl = Handbremse auf Plattform; Fsbr = Freisitzbremse | BrH = Bremserhaus; Pl = Handbremse auf Plattform; Fsbr = Freisitzbremse | BrH = Bremserhaus; Pl = Handbremse auf Plattform; Fsbr = Freisitzbremse | BrH = Bremserhaus; Pl = Handbremse auf Plattform; Fsbr = Freisitzbremse | BrH = Bremserhaus; Pl = Handbremse auf Plattform; Fsbr = Freisitzbremse | BrH = Bremserhaus; Pl = Handbremse auf Plattform; Fsbr = Freisitzbremse | BrH = Bremserhaus; Pl = Handbremse auf Plattform; Fsbr = Freisitzbremse | BrH = Bremserhaus; Pl = Handbremse auf Plattform; Fsbr = Freisitzbremse |
|                    |                    |                    |                    | Druckluftbremsen        | Druckluftbremsen        | Hnbr = Henri-Bremse; Hsbr = Henri-Schnellbremse; Kp. = Knorr-Bremse; Sbr. = Schleifer-Bremse; Ssbr = Schleifer-Schnellbremse; Wbr = Westinghouse-Bremse; Wsbr = Westinghouse-Schnellbremse; | Hnbr = Henri-Bremse; Hsbr = Henri-Schnellbremse; Kp. = Knorr-Bremse; Sbr. = Schleifer-Bremse; Ssbr = Schleifer-Schnellbremse; Wbr = Westinghouse-Bremse; Wsbr = Westinghouse-Schnellbremse; | Hnbr = Henri-Bremse; Hsbr = Henri-Schnellbremse; Kp. = Knorr-Bremse; Sbr. = Schleifer-Bremse; Ssbr = Schleifer-Schnellbremse; Wbr = Westinghouse-Bremse; Wsbr = Westinghouse-Schnellbremse; | Hnbr = Henri-Bremse; Hsbr = Henri-Schnellbremse; Kp. = Knorr-Bremse; Sbr. = Schleifer-Bremse; Ssbr = Schleifer-Schnellbremse; Wbr = Westinghouse-Bremse; Wsbr = Westinghouse-Schnellbremse; | Hnbr = Henri-Bremse; Hsbr = Henri-Schnellbremse; Kp. = Knorr-Bremse; Sbr. = Schleifer-Bremse; Ssbr = Schleifer-Schnellbremse; Wbr = Westinghouse-Bremse; Wsbr = Westinghouse-Schnellbremse; | Hnbr = Henri-Bremse; Hsbr = Henri-Schnellbremse; Kp. = Knorr-Bremse; Sbr. = Schleifer-Bremse; Ssbr = Schleifer-Schnellbremse; Wbr = Westinghouse-Bremse; Wsbr = Westinghouse-Schnellbremse; | Hnbr = Henri-Bremse; Hsbr = Henri-Schnellbremse; Kp. = Knorr-Bremse; Sbr. = Schleifer-Bremse; Ssbr = Schleifer-Schnellbremse; Wbr = Westinghouse-Bremse; Wsbr = Westinghouse-Schnellbremse; | Hnbr = Henri-Bremse; Hsbr = Henri-Schnellbremse; Kp. = Knorr-Bremse; Sbr. = Schleifer-Bremse; Ssbr = Schleifer-Schnellbremse; Wbr = Westinghouse-Bremse; Wsbr = Westinghouse-Schnellbremse; | Hnbr = Henri-Bremse; Hsbr = Henri-Schnellbremse; Kp. = Knorr-Bremse; Sbr. = Schleifer-Bremse; Ssbr = Schleifer-Schnellbremse; Wbr = Westinghouse-Bremse; Wsbr = Westinghouse-Schnellbremse; | Hnbr = Henri-Bremse; Hsbr = Henri-Schnellbremse; Kp. = Knorr-Bremse; Sbr. = Schleifer-Bremse; Ssbr = Schleifer-Schnellbremse; Wbr = Westinghouse-Bremse; Wsbr = Westinghouse-Schnellbremse; | Hnbr = Henri-Bremse; Hsbr = Henri-Schnellbremse; Kp. = Knorr-Bremse; Sbr. = Schleifer-Bremse; Ssbr = Schleifer-Schnellbremse; Wbr = Westinghouse-Bremse; Wsbr = Westinghouse-Schnellbremse; | Hnbr = Henri-Bremse; Hsbr = Henri-Schnellbremse; Kp. = Knorr-Bremse; Sbr. = Schleifer-Bremse; Ssbr = Schleifer-Schnellbremse; Wbr = Westinghouse-Bremse; Wsbr = Westinghouse-Schnellbremse; | Hnbr = Henri-Bremse; Hsbr = Henri-Schnellbremse; Kp. = Knorr-Bremse; Sbr. = Schleifer-Bremse; Ssbr = Schleifer-Schnellbremse; Wbr = Westinghouse-Bremse; Wsbr = Westinghouse-Schnellbremse; | Hnbr = Henri-Bremse; Hsbr = Henri-Schnellbremse; Kp. = Knorr-Bremse; Sbr. = Schleifer-Bremse; Ssbr = Schleifer-Schnellbremse; Wbr = Westinghouse-Bremse; Wsbr = Westinghouse-Schnellbremse; | Hnbr = Henri-Bremse; Hsbr = Henri-Schnellbremse; Kp. = Knorr-Bremse; Sbr. = Schleifer-Bremse; Ssbr = Schleifer-Schnellbremse; Wbr = Westinghouse-Bremse; Wsbr = Westinghouse-Schnellbremse; | Hnbr = Henri-Bremse; Hsbr = Henri-Schnellbremse; Kp. = Knorr-Bremse; Sbr. = Schleifer-Bremse; Ssbr = Schleifer-Schnellbremse; Wbr = Westinghouse-Bremse; Wsbr = Westinghouse-Schnellbremse; | Hnbr = Henri-Bremse; Hsbr = Henri-Schnellbremse; Kp. = Knorr-Bremse; Sbr. = Schleifer-Bremse; Ssbr = Schleifer-Schnellbremse; Wbr = Westinghouse-Bremse; Wsbr = Westinghouse-Schnellbremse; | Hnbr = Henri-Bremse; Hsbr = Henri-Schnellbremse; Kp. = Knorr-Bremse; Sbr. = Schleifer-Bremse; Ssbr = Schleifer-Schnellbremse; Wbr = Westinghouse-Bremse; Wsbr = Westinghouse-Schnellbremse; |
|                    |                    |                    |                    | Saugluftbremsen         | Saugluftbremsen         | Hbr = Hardy-Bremse; Ahbr = Autom. Hardy-Vacuumbremse | Hbr = Hardy-Bremse; Ahbr = Autom. Hardy-Vacuumbremse | Hbr = Hardy-Bremse; Ahbr = Autom. Hardy-Vacuumbremse | Hbr = Hardy-Bremse; Ahbr = Autom. Hardy-Vacuumbremse | Hbr = Hardy-Bremse; Ahbr = Autom. Hardy-Vacuumbremse | Hbr = Hardy-Bremse; Ahbr = Autom. Hardy-Vacuumbremse | Hbr = Hardy-Bremse; Ahbr = Autom. Hardy-Vacuumbremse | Hbr = Hardy-Bremse; Ahbr = Autom. Hardy-Vacuumbremse | Hbr = Hardy-Bremse; Ahbr = Autom. Hardy-Vacuumbremse | Hbr = Hardy-Bremse; Ahbr = Autom. Hardy-Vacuumbremse | Hbr = Hardy-Bremse; Ahbr = Autom. Hardy-Vacuumbremse | Hbr = Hardy-Bremse; Ahbr = Autom. Hardy-Vacuumbremse | Hbr = Hardy-Bremse; Ahbr = Autom. Hardy-Vacuumbremse | Hbr = Hardy-Bremse; Ahbr = Autom. Hardy-Vacuumbremse | Hbr = Hardy-Bremse; Ahbr = Autom. Hardy-Vacuumbremse | Hbr = Hardy-Bremse; Ahbr = Autom. Hardy-Vacuumbremse | Hbr = Hardy-Bremse; Ahbr = Autom. Hardy-Vacuumbremse | Hbr = Hardy-Bremse; Ahbr = Autom. Hardy-Vacuumbremse |
| Legende Lenkachsen | Legende Lenkachsen | Legende Lenkachsen | Legende Lenkachsen | Bauarten der Lenkachsen | Bauarten der Lenkachsen | A4 = Länderbahnversion A4; V = Vereinslenkachse (VDEV) | A4 = Länderbahnversion A4; V = Vereinslenkachse (VDEV) | A4 = Länderbahnversion A4; V = Vereinslenkachse (VDEV) | A4 = Länderbahnversion A4; V = Vereinslenkachse (VDEV) | A4 = Länderbahnversion A4; V = Vereinslenkachse (VDEV) | A4 = Länderbahnversion A4; V = Vereinslenkachse (VDEV) | A4 = Länderbahnversion A4; V = Vereinslenkachse (VDEV) | A4 = Länderbahnversion A4; V = Vereinslenkachse (VDEV) | A4 = Länderbahnversion A4; V = Vereinslenkachse (VDEV) | A4 = Länderbahnversion A4; V = Vereinslenkachse (VDEV) | A4 = Länderbahnversion A4; V = Vereinslenkachse (VDEV) | A4 = Länderbahnversion A4; V = Vereinslenkachse (VDEV) | A4 = Länderbahnversion A4; V = Vereinslenkachse (VDEV) | A4 = Länderbahnversion A4; V = Vereinslenkachse (VDEV) | A4 = Länderbahnversion A4; V = Vereinslenkachse (VDEV) | A4 = Länderbahnversion A4; V = Vereinslenkachse (VDEV) | A4 = Länderbahnversion A4; V = Vereinslenkachse (VDEV) | A4 = Länderbahnversion A4; V = Vereinslenkachse (VDEV) |